# Koller (thüringisches Adelsgeschlecht)

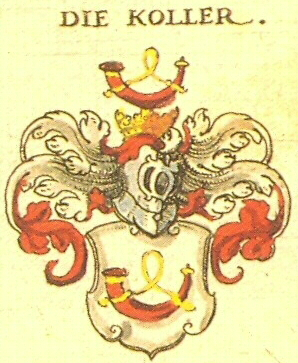
Familienwappen aus Siebmachers Wappenbuch von 1605

Die Familie von Koller, auch Keller, Kolre genannt, war ein thüringisches Ministerialengeschlecht.

## Geschichte
Erstmals urkundlich mit 1304 Friedrich Colre, castellan auf der Eckartsburg erwähnt.  Zur Familie werden die 1486 in Fulda beliehenen Otto, Christoph und Friedrich Koller von Auerstädt gezählt. Wolf, Sohn des Ritters Volkmar Koller, war Mitte des 16. Jahrhunderts Amtmann von Eckartsberga und Oberhauptmann des Thüringischen Kreises. Güter u. a. in Auerstedt, Steinburg, Bucha, Oberingen, Rastenberg, Schwabsdorf, Denstedt, Groß Kromsdorf, Baldestedt, Olbersleben, Groß Mühlhausen, Hopfgarten und Groß Oberingen.

## Wappen
Das Familienwappen zeigt auf Silber ein rotes, golden beschlagenes Hifthorn (Jagdhorn) mit goldenen Spangen und goldener Schnur. Auf dem gekrönten Helm wiederholt sich das Motiv. Die Helmdecken sind Rot und Silber. 
Das Wappen ist nicht zu verwechseln mit dem der pommerschen von Köller, die im silbernen Schild eine rote Raute führten oder mit dem der Familie "von Keller/Kellner", die zwei Schlüssel im Schilde führte.

## Persönlichkeiten
- Volkmar Koller, Amtmann des sächsischen Amtes Eckartsberga und Besitzer des Schlosses Steinburg
- Wolf Koller, sächsischer Beamter